# Arteră colică stângă
Artera colică stângă este o ramură a arterei mezenterice inferioare.

## Anatomie
Această arteră are un traseu spre stânga în spatele peritoneului și în fața mușchiului psoas mare. După un traseu scurt, dar variabil, se împarte într-o ramură ascendentă și una descendentă. Tulpina arterei sau ramurile acesteia traversează ureterul stâng și vasele spermatice interne stângi.
Ramura ascendentă traversează prin fața rinichiului stâng și se termină, între cele două straturi ale mezocolonului transvers, prin anastomozare cu artera colică mijlocie; ramura descendentă se anastomozează cu artera sigmoidă superioară.
Din arcurile formate din aceste anastomoze ramurile sunt distribuite către colonul descendent și partea stângă a colonului transvers.

## Semnificație clinică
Artera colică stângă poate fi ligată în timpul intervenției chirurgicale abdominale pentru eliminarea cancerul colorectal.  Acest lucru poate avea rezultate mai slabe decât conservarea arterei. 

## Imagini suplimentare

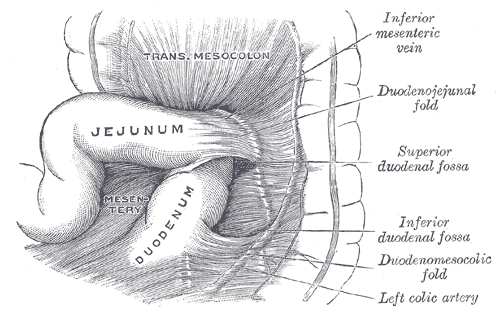
Fosea duodenală superioară și inferioară.
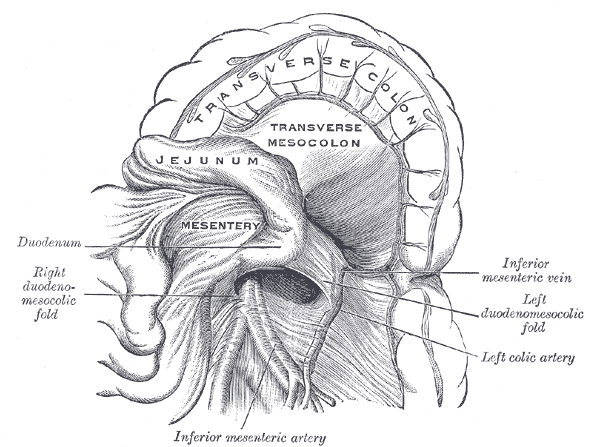
Fosa duodenojejunală.